# 荒井源吉
荒井 源吉（あらい げんきち、1904年（明治37年）7月19日 - 1983年（昭和58年）9月18日）は、昭和期の政治家。武蔵野町長、武蔵野市長。

## 経歴
東京府北多摩郡武蔵野村の生まれ。1947年（昭和22年）4月、それまで勤めていた武蔵野町職員を辞し、町長選挙に無所属（保守系）で立候補し初当選、武蔵野町第4代町長に就任した。その約7カ月後にそのまま初代市長に就いた武蔵野町最後の町長でもある。武蔵野市が市制施行した1947年（昭和22年）11月から1963年（昭和38年）4月までの間、4期15年と6ヶ月に渡り市長を務める。
1948年（昭和23年）の小学校給食の開始を始めとして、上水道・下水道計画の決定・着工、市立小・中学校の建設（合計11校。愛市公債と呼ばれた市民からの借金による建設もあった）、三鷹駅北口広場・中央大通り・中町新道・成蹊通りなど市道を中心とした都市計画道路への整備着手・完成、三鷹市との合併問題についての協議（1953年［昭和28年］～1958年［昭和33年］頃）、1957年（昭和32年）に計画が明らかにされた国電中央線高架複々線化計画へ対応した吉祥寺駅周辺都市計画調査特別委員会の設置（1960年［昭和35年］）、市の一般会計が9億円の時代に3億円の予算を投じた音体跡地の土地賃借権買収の決断（1961年［昭和36年］）（※音体跡地とは、1960年当時北多摩郡国立町（現・国立市）に移転を予定していた東京女子体育短期大学の通称であり、その前身にあたる東京女子体操音楽学校に由来する。現F&Fビル、2010年10月よりコピス吉祥寺）、地元からの要望もあり構想された昭和28年案を経た後に東京大学高山英華研究室へ作成委託した吉祥寺駅周辺都市計画案の発表（1962年［昭和37年］。この高山案と呼ばれた地元市案は反対が強く実現することはなかったが、バスの進入路だった駅前通り（現・サンロード）をそのまま残し別途大通りを設けるなど、その後の後藤喜八郎市政時代に正式決定された東京都案による都市計画に生かされた）などが進められた。これらの教育・都市基盤整備に加えて、三鷹駅北口に突如出現した八丁特飲街（事実上の売春街）への市議会・住民と一体となった撤去運動、ゴミ処理と伝染病対策を2本柱とした武蔵野三鷹地区保健衛生組合の設立、中島飛行機武蔵製作所跡への米軍宿舎設置や武蔵野文化都市建設問題（武蔵野グリーンパーク野球場＝プロ野球にも利用できる野球場開設）への対応及び完成後5年で撤去された野球場跡地への公団住宅建設への対応、1889年（明治22年）に境停車場として開設されてから長期に渡り北口しか無い状態が続いていた武蔵境駅の南口開設（1961年［昭和36年］）、実現には至らなかった武州鉄道敷設問題への対応、住民参加による町名整理など、戦後混乱期から高度成長期における人口急増時代の初期の武蔵野市政を支えた。
1980年（昭和55年）5月、武蔵野市名誉市民に推挙される。
1983年（昭和58年）9月18日死去、79歳没。